# Microtylostylifer anomalus
Microtylostylifer anomalus är en svampdjursart som beskrevs av Arthur Dendy 1924. Microtylostylifer anomalus ingår i släktet Microtylostylifer och familjen Desmacellidae.
Artens utbredningsområde är havet kring Nya Zeeland. Inga underarter finns listade i Catalogue of Life.